# Lista över fornlämningar i Luleå kommun
Lista över fornlämningar i Luleå kommun är en förteckning av ett urval av de fornlämningar som finns i Luleå kommun.

## Nederluleå
| Namn                                 | Lämningstyp                      | Tillkomsttid | Historisk indelning    | Plats | Läge                 | ID-nr          | Bild                                      |
| ------------------------------------ | -------------------------------- | ------------ | ---------------------- | ----- | -------------------- | -------------- | ----------------------------------------- |
| Nederluleå 120:1                     | Stensättning                     |              | Nederluleå, Norrbotten |       | 65.542389, 21.914152 | 10018501200001 | Ladda upp en bild av detta fornminne      |
| Nederluleå 133:2                     | Stensättning                     |              | Nederluleå, Norrbotten |       | 65.522029, 22.003194 | 10018501330002 | Ladda upp en bild av detta fornminne      |
| Ryssgraven (1) (Nederluleå 208:1)    | Begravningsplats                 |              | Nederluleå, Norrbotten |       | 65.568468, 21.789931 | 10018502080001 | Ladda upp en bild av detta fornminne      |
| Nederluleå 256:1                     | Röse                             |              | Nederluleå, Norrbotten |       | 65.408812, 21.898663 | 10018502560001 | Ladda upp en bild av detta fornminne      |
| Nederluleå 256:2                     | Stensättning                     |              | Nederluleå, Norrbotten |       | 65.409074, 21.898290 | 10018502560002 | Ladda upp en bild av detta fornminne      |
| Nederluleå 256:3                     | Stensättning                     |              | Nederluleå, Norrbotten |       | 65.409308, 21.898098 | 10018502560003 | Ladda upp en bild av detta fornminne      |
| Nederluleå 256:4                     | Röse                             |              | Nederluleå, Norrbotten |       | 65.409455, 21.897859 | 10018502560004 | Ladda upp en bild av detta fornminne      |
| Nederluleå 269:1                     | Fiskeläge                        |              | Nederluleå, Norrbotten |       | 65.368595, 21.984512 | 10018502690001 | Ladda upp en bild av detta fornminne      |
| Nederluleå 330:1                     | Kyrkstad                         |              | Nederluleå, Norrbotten |       | 65.645889, 22.026937 | 10018503300001 | Ladda upp en till bild av detta fornminne |
| Nederluleå 339:1                     | Fiskeläge                        |              | Nederluleå, Norrbotten |       | 65.643840, 22.339708 | 10018503390001 | Ladda upp en bild av detta fornminne      |
| Nederluleå 350:1                     | Röse                             |              | Nederluleå, Norrbotten |       | 65.436305, 21.954762 | 10018503500001 | Ladda upp en bild av detta fornminne      |
| Klöverbergsgruvan (Nederluleå 360:2) | Husgrund, historisk tid          |              | Nederluleå, Norrbotten |       | 65.648602, 21.402138 | 10018503600002 | Ladda upp en bild av detta fornminne      |
| Nederluleå 375:1                     | Stensättning                     |              | Nederluleå, Norrbotten |       | 65.542844, 21.910403 | 10018503750001 | Ladda upp en bild av detta fornminne      |
| Nederluleå 402:1                     | Fiskeläge                        |              | Nederluleå, Norrbotten |       | 65.504493, 22.023915 | 10018504020001 | Ladda upp en bild av detta fornminne      |
| Nederluleå 462:1                     | Stensättning                     |              | Nederluleå, Norrbotten |       | 65.542563, 21.863594 | 10018504620001 | Ladda upp en bild av detta fornminne      |
| Nederluleå 487:1                     | Fiskeläge                        |              | Nederluleå, Norrbotten |       | 65.612134, 22.377184 | 10018504870001 | Ladda upp en bild av detta fornminne      |
| Nederluleå 807:1                     | Fiskeläge                        |              | Nederluleå, Norrbotten |       | 65.424341, 22.211815 | 10018508070001 | Ladda upp en bild av detta fornminne      |
| Nederluleå 818:1                     | Fiskeläge                        |              | Nederluleå, Norrbotten |       | 65.396144, 22.286514 | 10018508180001 | Ladda upp en bild av detta fornminne      |
| Nederluleå 827:1                     | Fiskeläge                        |              | Nederluleå, Norrbotten |       | 65.395652, 22.285943 | 10018508270001 | Ladda upp en bild av detta fornminne      |
| Nederluleå 829:1                     | Fiskeläge                        |              | Nederluleå, Norrbotten |       | 65.423371, 22.290513 | 10018508290001 | Ladda upp en bild av detta fornminne      |
| Nederluleå 854:1                     | Fiskeläge                        |              | Nederluleå, Norrbotten |       | 65.400057, 22.519239 | 10018508540001 | Ladda upp en bild av detta fornminne      |
| Nederluleå 858:1                     | Fiskeläge                        |              | Nederluleå, Norrbotten |       | 65.455008, 22.614842 | 10018508580001 | Ladda upp en bild av detta fornminne      |
| Nederluleå 860:1                     | Fiskeläge                        |              | Nederluleå, Norrbotten |       | 65.452201, 22.617962 | 10018508600001 | Ladda upp en bild av detta fornminne      |
| Nederluleå 862:1                     | Fiskeläge                        |              | Nederluleå, Norrbotten |       | 65.452023, 22.615135 | 10018508620001 | Ladda upp en bild av detta fornminne      |
| Nederluleå 868:1                     | Fiskeläge                        |              | Nederluleå, Norrbotten |       | 65.455018, 22.287220 | 10018508680001 | Ladda upp en bild av detta fornminne      |
| Nederluleå 878:1                     | Fiskeläge                        |              | Nederluleå, Norrbotten |       | 65.470116, 22.637641 | 10018508780001 | Ladda upp en bild av detta fornminne      |
| Nederluleå 884:1                     | Fiskeläge                        |              | Nederluleå, Norrbotten |       | 65.474692, 22.717557 | 10018508840001 | Ladda upp en bild av detta fornminne      |
| Nederluleå 889:1                     | Fiskeläge                        |              | Nederluleå, Norrbotten |       | 65.490671, 22.774983 | 10018508890001 | Ladda upp en bild av detta fornminne      |
| Nederluleå 891:1                     | Fiskeläge                        |              | Nederluleå, Norrbotten |       | 65.472556, 22.759043 | 10018508910001 | Ladda upp en bild av detta fornminne      |
| Nederluleå 951:1                     | Fiskeläge                        |              | Nederluleå, Norrbotten |       | 65.474639, 22.747253 | 10018509510001 | Ladda upp en bild av detta fornminne      |
| Nederluleå 959:1                     | Fiskeläge                        |              | Nederluleå, Norrbotten |       | 65.553044, 22.607400 | 10018509590001 | Ladda upp en bild av detta fornminne      |
| Nederluleå 973:2                     | Fiskeläge                        |              | Nederluleå, Norrbotten |       | 65.625851, 22.511114 | 10018509730002 | Ladda upp en bild av detta fornminne      |
| Nederluleå 990:1                     | Fiskeläge                        |              | Nederluleå, Norrbotten |       | 65.485368, 22.691017 | 10018509900001 | Ladda upp en bild av detta fornminne      |
| Nederluleå 1002:1                    | Fiskeläge                        |              | Nederluleå, Norrbotten |       | 65.682625, 22.661814 | 10018510020001 | Ladda upp en bild av detta fornminne      |
| Nederluleå 1006:1                    | Fiskeläge                        |              | Nederluleå, Norrbotten |       | 65.677159, 22.455620 | 10018510060001 | Ladda upp en bild av detta fornminne      |
| Nederluleå 1014:1                    | Fiskeläge                        |              | Nederluleå, Norrbotten |       | 65.528251, 22.793350 | 10018510140001 | Ladda upp en bild av detta fornminne      |
| Persögrundet (Nederluleå 1015:1)     | Fiskeläge                        |              | Nederluleå, Norrbotten |       | 65.528657, 22.796434 | 10018510150001 | Ladda upp en bild av detta fornminne      |
| Nederluleå 1018:1                    | Fiskeläge                        |              | Nederluleå, Norrbotten |       | 65.540437, 22.810368 | 10018510180001 | Ladda upp en bild av detta fornminne      |
| Nederluleå 1023:1                    | Fiskeläge                        |              | Nederluleå, Norrbotten |       | 65.535560, 22.794508 | 10018510230001 | Ladda upp en bild av detta fornminne      |
| Nederluleå 1045:1                    | Ristning, medeltid/historisk tid |              | Nederluleå, Norrbotten |       | 65.315541, 22.366183 | 10018510450001 | Ladda upp en bild av detta fornminne      |
| Nederluleå 1049:1                    | Fiskeläge                        |              | Nederluleå, Norrbotten |       | 65.600567, 22.763737 | 10018510490001 | Ladda upp en bild av detta fornminne      |
| Nederluleå 1050:1                    | Fiskeläge                        |              | Nederluleå, Norrbotten |       | 65.600115, 22.766327 | 10018510500001 | Ladda upp en bild av detta fornminne      |
| Nederluleå 1053                      | Ristning, medeltid/historisk tid |              | Nederluleå, Norrbotten |       | 65.707473, 21.981125 | 12000000012750 | Ladda upp en bild av detta fornminne      |

## Råneå
| Namn        | Lämningstyp             | Tillkomsttid | Historisk indelning | Plats | Läge                 | ID-nr          | Bild                                 |
| ----------- | ----------------------- | ------------ | ------------------- | ----- | -------------------- | -------------- | ------------------------------------ |
| Råneå 12:3  | Kyrkstad                |              | Råneå, Norrbotten   |       | 65.857115, 22.287619 | 10019000120003 | Ladda upp en bild av detta fornminne |
| Råneå 48:3  | Fiskeläge               |              | Råneå, Norrbotten   |       | 65.628952, 22.812748 | 10019000480003 | Ladda upp en bild av detta fornminne |
| Råneå 149:1 | Stensättning            |              | Råneå, Norrbotten   |       | 65.815524, 22.572547 | 10019001490001 | Ladda upp en bild av detta fornminne |
| Råneå 149:2 | Stensättning            |              | Råneå, Norrbotten   |       | 65.815476, 22.572798 | 10019001490002 | Ladda upp en bild av detta fornminne |
| Råneå 149:3 | Stensättning            |              | Råneå, Norrbotten   |       | 65.815472, 22.573061 | 10019001490003 | Ladda upp en bild av detta fornminne |
| Råneå 153:1 | Husgrund, historisk tid |              | Råneå, Norrbotten   |       | 65.845849, 22.386785 | 10019001530001 | Ladda upp en bild av detta fornminne |
| Råneå 175:1 | Fiskeläge               |              | Råneå, Norrbotten   |       | 65.776020, 22.557531 | 10019001750001 | Ladda upp en bild av detta fornminne |
| Råneå 179:1 | Röse                    |              | Råneå, Norrbotten   |       | 65.840033, 22.571175 | 10019001790001 | Ladda upp en bild av detta fornminne |
| Råneå 248:1 | Stensättning            |              | Råneå, Norrbotten   |       | 65.795466, 22.315955 | 10019002480001 | Ladda upp en bild av detta fornminne |
| Råneå 352:1 | Fiskeläge               |              | Råneå, Norrbotten   |       | 65.654274, 22.775493 | 10019003520001 | Ladda upp en bild av detta fornminne |
| Råneå 359:1 | Fiskeläge               |              | Råneå, Norrbotten   |       | 65.630388, 22.823084 | 10019003590001 | Ladda upp en bild av detta fornminne |
| Råneå 361:1 | Fiskeläge               |              | Råneå, Norrbotten   |       | 65.626324, 22.817742 | 10019003610001 | Ladda upp en bild av detta fornminne |
| Råneå 364:1 | Fiskeläge               |              | Råneå, Norrbotten   |       | 65.633524, 22.813693 | 10019003640001 | Ladda upp en bild av detta fornminne |
| Råneå 373:1 | Fiskeläge               |              | Råneå, Norrbotten   |       | 65.727447, 22.601630 | 10019003730001 | Ladda upp en bild av detta fornminne |
| Råneå 377:1 | Fiskeläge               |              | Råneå, Norrbotten   |       | 65.636208, 22.622895 | 10019003770001 | Ladda upp en bild av detta fornminne |
| Råneå 378:1 | Röse                    |              | Råneå, Norrbotten   |       | 65.637961, 22.627130 | 10019003780001 | Ladda upp en bild av detta fornminne |
| Råneå 391:1 | Fiskeläge               |              | Råneå, Norrbotten   |       | 65.726345, 22.699203 | 10019003910001 | Ladda upp en bild av detta fornminne |
| Råneå 660:1 | Stensättning            |              | Råneå, Norrbotten   |       | 65.867891, 22.329469 | 10019006600001 | Ladda upp en bild av detta fornminne |
| Råneå 673:1 | Stensättning            |              | Råneå, Norrbotten   |       | 65.971239, 22.339386 | 10019006730001 | Ladda upp en bild av detta fornminne |
| Råneå 676:1 | Stensättning            |              | Råneå, Norrbotten   |       | 65.974296, 22.332547 | 10019006760001 | Ladda upp en bild av detta fornminne |
| Råneå 794:1 | Stensättning            |              | Råneå, Norrbotten   |       | 66.250057, 22.176448 | 10019007940001 | Ladda upp en bild av detta fornminne |